# الدوري الأوروغواياني
الدوري الأوروغواياني للدرجة الأولى (بالإسبانية: Primera División de Uruguay)‏ هي مسابقة كرة القدم بين أندية الأوروغواي .
البطل الحالي هو ناسيونال مونتيفيديو.